# Бабиченко, Дмитрий Наумович
Дмитрий (Дмитро) Наумович Бабиченко (Фарфурник) (укр. Дмитро Наумович Бабиченко; 17 мая 1901, Житомир, Российская империя — 30 июля 1991, Москва, СССР) — советский режиссёр-мультипликатор украинского происхождения, мастер рисованной мультипликации, сценарист, художник.

## Биография
Родился 17 мая 1901 года в городе Житомире. Высшее художественное образование получил в Академии пластических искусств в Киеве. Работал карикатуристом в журналах и газетах сначала в Киеве, затем в Москве, художником в цехе художественной мультипликации на кинофабриках «Союзкино», «Межрабпомфильм». Дальнейшая творческая деятельность Бабиченко связана с киностудией «Союзмультфильм». Там он становится одним из ведущих режиссёров студии.
Работая в разных жанрах, Дмитро Бабиченко прославился прежде всего как режиссёр-постановщик фильмов-сказок. В 1950-е годы им созданы яркие, незабываемые произведения, вошедшие в историю отечественной мультипликации. В 1956—1957 годах отмечены призами Всесоюзного кинофестиваля его фильмы «Миллион в мешке» и «Привет друзьям!». Мультфильм «Маленький Шего» получил диплом на Международном кинофестивале в Венеции. Там же в 1958 году приз получает мультфильм «Первая скрипка».
Особенно плодотворным было сотрудничество Бабиченко с И. Ивановым-Вано. В 1959 году они сняли мультфильм «Приключения Буратино» по сказке А. Н. Толстого «Золотой ключик», вошедший в классику отечественной мультипликации. Фильм был отмечен Первой премией на II ВКФ в Минске (1960).
В 1969—1975 годах Дмитро Бабиченко был режиссёром и художественным руководителем мультипликационной студии при Творческом объединении «Экран».
Умер 30 июля 1991 года в Москве.

## Награды на фестивалях
- 1956 — «Миллион в мешке» — ВКФ в Москве — вторая премия по разделу мультфильмов, 1958;
- 1957 — «Привет друзьям!» — ВКФ в Москве — вторая премия по разделу мультфильмов, 1958;
- 1956 — «Маленький Шего» — МФ фильмов для детей и юношества в Венеции — диплом, 1957;
- 1958 — «Первая скрипка» – XV МКФ в Венеции — диплом, 1959, приз ВКФ;
- 1959 — «Приключения Буратино» – II ВКФ в Минске — первая премия по разделу мультфильмов, 1960.

## Фильмография
- 1934 — Клякса в Арктике (не сохранился; сорежиссёр)
- 1935 — Сказка о весёлом пастухе (не сохранился)
- 1936 — В Африке жарко (сорежиссёр)
- 1936 — Сказка о злом медведе, коварной лисе и весёлом пастухе (сорежиссёр)
- 1937 — Сладкий пирог (сорежиссёр)
- 1938 — Трудолюбивый петушок и беспечные мышки (сорежиссёр)
- 1938 — Журнал Политсатиры № 1 (сорежиссёр)
- 1939 — Боевые страницы
- 1939 — Воинственные бобры (сорежиссёр)
- 1939 — Победный маршрут (сорежиссёр)
- 1940 — Любимые герои
- 1941 — Били! Бьём! Будем бить!
- 1944 — Музыкальная шутка
- 1946 — Весенние мелодии
- 1946 — Орлиное перо
- 1947 — Путешествие в страну великанов
- 1948 — Кем быть?
- 1950 — Волшебный клад
- 1950 — Олень и волк
- 1952 — Валидуб
- 1953 — Братья Лю
- 1956 — Маленький Шего
- 1956 — Миллион в мешке
- 1957 — Привет друзьям! (сорежиссёр)
- 1958 — Круговая панорама
- 1958 — Первая скрипка
- 1959 — Приключения Буратино (сорежиссёр)
- 1960 — Мультипликационный Крокодил № 3
- 1960 — Светлячок № 1 (режиссёр, сценарист)
- 1961 — МУК (Мультипликационный Крокодил) № 4 — На чистую воду
- 1970 — Аистёнок и пугало
- 1970 — Приключения Пифа
- 1971 — Тримпу в цирке
- 1972 — Осторожные козлы
- 1972 — Пьяные вишни (сценарист)
- 1972 — Симулянт
- 1974 — Сами виноваты
- 1975 — Басни Михалкова (режиссёр)
- 1980 — Футбол (режиссёр)

## Интересные факты
- XVII фестиваль архивного кино «Белые Столбы» прошёл в Госфильмофонде: программа фестиваля включала большое количество мультфильмов и киноматериалов. Состоялся показ ещё двух восстановленных Николаем Майоровым и Владимиром Котовским цветных рисованных работ «Союзмультфильма». На сей раз это были самая первая на студии цветная картина «Сладкий пирог» Д. Н. Бабиченко (1937) и последняя студийная «трёхцветка» — «Зимняя сказка» И. П. Вано (1945).[1]

## Награды
- Орден «Знак Почёта» (6 марта 1950 года) — за выдающиеся заслуги в развитии советской кинематографии, в связи с 30-летием[2].